# Виргиния Кавальерс (баскетбол)
Баскетбольная команда «Виргиния Кавальерс» представляет Виргинский университет в чемпионате NCAA, выступает в конференции Атлантического Побережья.

## Задрафтованные игроки (с 1989)
| ^ | Действующий игрок |

| Год  | Игрок                 | Раунд | Выбор | Команда драфта       | Последняя команда  |
| ---- | --------------------- | ----- | ----- | -------------------- | ------------------ |
| 1992 | Брайан Стит (АЗ)      | 1     | 13    | Денвер Наггетс       | Кливленд Кавальерс |
| 1995 | Кори Александер (РЗ)  | 1     | 29    | Сан-Антонио Спёрс    | Шарлотт Бобкэтс    |
| 1995 | Джуниор Бероу (ТФ)    | 2     | 33    | Бостон Селтикс       | Бостон Селтикс     |
| 2002 | Роджер Мейсон (АЗ)    | 2     | 31    | Чикаго Буллз         | Нью-Орлеан Хорнетс |
| 2008 | Шон Синглтери (РЗ)    | 2     | 42    | Сакраменто Кингз     | Монс               |
| 2012 | Майк Скотт (ТФ)       | 2     | 43    | Атланта Хокс         | Атланта Хокс       |
| 2016 | Малкольм Брогдон (АЗ) | 2     | 36    | Милуоки Бакс         | Милуоки Бакс       |
| 2019 | Де'Андре Хантер (ЛФ)  | 1     | 4     | Лос-Анджелес Лейкерс | Атланта Хокс       |

## Достижения
- Чемпион NCAA: 2019
- Полуфиналист NCAA: 1981, 1984, 2019
- Четвертьфиналист NCAA: 1981, 1983, 1984, 1989, 1995, 2016, 2019
- 1/8 NCAA: 1981, 1982, 1983, 1984, 1989, 1993, 1995, 2014, 2016, 2019
- Участие в NCAA: 1976, 1981, 1982, 1983, 1984, 1986, 1987, 1989, 1990, 1991, 1993, 1994, 1995, 1997, 2001, 2007, 2012, 2014, 2015, 2016, 2017, 2018, 2019
- Победители турнира конференции: 1976, 2014, 2018
- Победители регулярного чемпионата конференции: 1981, 1982, 1983, 1995, 2007, 2014, 2015, 2018, 2019